# Tamdaotettix pullus
Tamdaotettix pullus är en insektsart som beskrevs av Andrej Vasiljevitj Gorochov 1998. Tamdaotettix pullus ingår i släktet Tamdaotettix och familjen grottvårtbitare. Inga underarter finns listade i Catalogue of Life.